# Danh sách sông ở Zambia
Đây là danh sách sông ở Zambia

## Đại Tây Dương
- Sông Congo (Cộng hoà dân chủ Congo)
  - Sông Lukuga (Cộng hoà dân chủ Congo)
    - Hồ Tanganyika
      - Sông Lufubu
      - Sông Kalambo

  - Luvua (Cộng hoà dân chủ Congo)
    - Sông Kalungwishi
      - Sông Luangwa (sông Kalungwishi)

    - Sông Luapula
      - Sông Mbereshi
      - Sông Luongo
      - Sông Lwela
      - Sông Luombwa
      - Chambeshi
        - Sông Lukulu
          - Sông Lwombe

## Ấn Độ Dương
- Zambezi
  - Sông Luia (Mozambique)
    - Sông Capoche

  - Sông Luangwa
    - Sông Lunsemfwa
      - Sông Lukasashi
      - Sông Mulungushi

    - Sông Lupande
    - Sông Lundazi

  - Sông Chongwe
  - Sông Kafue
    - Sông Lufupa
    - Sông Lunga (Zambia)
    - Sông Luswishi

  - Sông Kalomo
  - Sông Machili
  - Sông Cuando
  - Sông Njoko
  - Sông Lumbe
  - Sông Lui
  - Sông Luete
  - Sông Luanginga
  - Sông Luena (Zambia)
  - Sông Lungwebungu
  - Sông Kabompo
    - Sông Dongwe
      - Sông Lalafuta
      - Sông Musondweji

    - Sông Maninga
    - Sông West Lunga
    - Sông Mwafwe

  - Sông Sakeji

## Hồ Lake
- Sông Momba (Tanzania)
  - Sông Saisi
    - Sông Lumi (Zambia)